# 福原フトシ
福原 フトシ（ふくはら ふとし）は、テレビ番組を手がけている構成作家で元お笑い芸人。旧名・本名：福原太。株式会社クリア取締役。
文化放送で放送されていた『斉藤一美のとんカツワイド』では、水曜日の構成を担当すると共に、自らも「ロングおじさん」、「ミスター」という愛称でレギュラー出演していた。
また現在はポーカープレイヤー(国内/国外)としても活動中。
2024年に行われたJapanOpenPokerTour 2024 Tokyo #01のMainEventにおいて、12位/4515位という優秀な成績を残した。

## 担当番組

### 現在の担当番組
レギュラー
- 7つの海を楽しもう!世界さまぁ〜リゾート（TBS）
- さんまのお笑い向上委員会（フジテレビ）
- 美の巨人たち（テレビ東京）
- 関ジャニ∞クロニクル（フジテレビ）

### 過去の担当番組
レギュラー
- ダウンタウンのごっつええ感じ（フジテレビ）
- 人気者で行こう!（ABC制作・テレビ朝日）
- ラブセン!（TBS）
- ハナタカ天狗（TBS）
- あざーっす!（TBS）
- ウンナンのホントコ!（TBS）
- ウッチャきナンチャき（TBS）
- 島田検定SUPER!!（TBS）
- ズバリ言うわよ!（TBS）
- 大御所ジャパン!（TBS）
- 明石家マンション物語（フジテレビ）
- ロバートホール水 → リチャードホール（フジテレビ）
- 決定!これが日本のベスト100全国一斉○○テスト（テレビ朝日）
- イカリングの面積（テレビ愛知制作・テレビ東京）
- トリハダ ～感じるボロ～ン～（ABC）
- 斉藤一美のとんカツワイド（文化放送）
- 金のA様×銀のA様（日本テレビ）
- 知ったかぶりクイズ!あなた説明できますか（毎日放送制作・TBS）
- ワンナイR&R（フジテレビ）
- ココリコミリオン家族（テレビ東京）
- 恋するハニカミ!（TBS）
- 爆笑問題の検索ちゃん（テレビ朝日）
- 今すぐ使える豆知識 クイズ雑学王（テレビ朝日）
- キャンパスナイトフジ（フジテレビ）
- エチカの鏡〜ココロにキクTV〜（フジテレビ）
- 全種類（TBS）
- フジテレビに出たい人TV（フジテレビ）
- 10匹のコブタちゃん 〜ヤセガマンしないTV〜（フジテレビ）
- 赤丸!スクープ甲子園（日本テレビ）
- お金がなくても幸せライフ がんばれプアーズ!（テレビ東京）
- ネリさまぁ〜ず（日本テレビ）

特番
- 明石家さんまのフジテレビ大反省会（フジテレビ）
- みのもんたのSOSシリーズ（フジテレビ）
- フジ最強コント夢競演みんなでコント会議（フジテレビ）
- 日本全国徹底調査!好きなアニメランキング100（テレビ朝日）
- 東京VS46道府県（TBS）
- オールスター感謝祭（TBS）